# 神崎川 (大阪府・兵庫県)

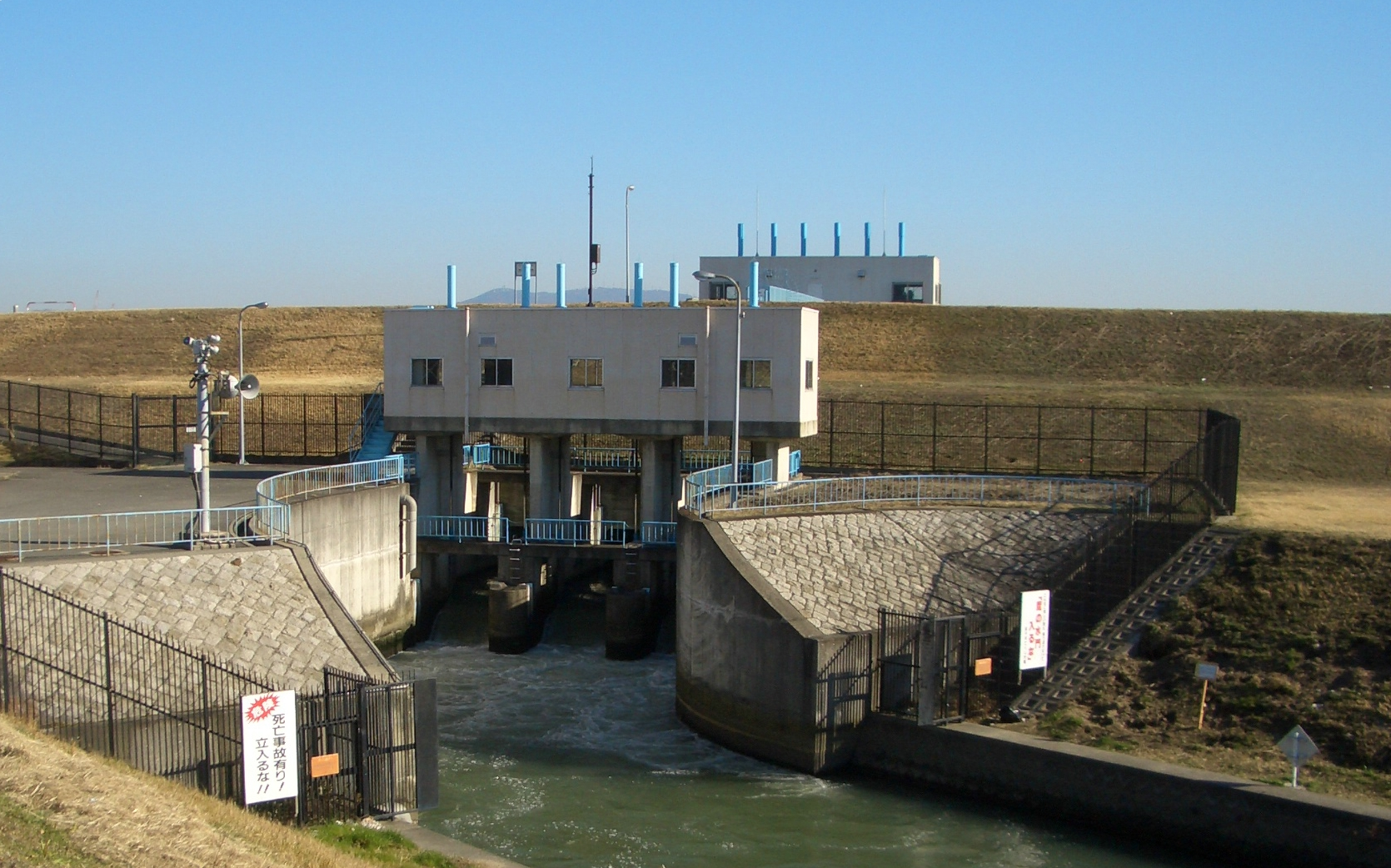
神崎川の源流（大阪府摂津市） 淀川からの取水口 後ろに壁のように見えるのは淀川の堤防

神崎川（かんざきがわ）は、大阪府北部から兵庫県東南部を通る淀川水系の一級河川。下流部の旧名は三国川（みくにがわ）。
名前は沿岸の地名「神崎」に由来するもので、中世に大坂から山陽道へ向かう街道の「神崎の渡し」が栄えたため、中世末期から江戸時代の初めにかけて「神崎川」の名が定着したと見られる。

## 地理
摂津市一津屋の淀川右岸の鳥飼大橋の下流側にある一津屋樋門からの導水で淀川から分岐する。大阪市東淀川区相川で安威川と、淀川区加島付近で猪名川と合流して、西淀川区で左門殿川・中島川・西島川と分かれた後大阪湾へと流れ込む。古くから農業用水、水運に使われている。また、猪名川と合流する手前から河口までは大阪府と兵庫県の境界となっているが、途中の右岸（兵庫県側）にある中洲は大阪府に属する（西淀川区佃）ため、この区間では中洲の右へ分かれる左門殿川が府県境である。

## 歴史
天平年間、行基により摂播五泊（室生泊、韓泊、魚住伯、大輪田泊、河尻泊）の一つとして河口に河尻泊が築かれた。785年（延暦4年）、奈良時代末期に和気清麻呂の手で、長岡京遷都に伴って新首都と瀬戸内海を直接結ぶ目的で淀川と直結させる工事が行われている。この淀川との直結工事以前は、神崎川は淀川水系と別の水系であった。淀川河口の難波津が淀川水系・大和川水系の土砂の堆積で機能を失う中、河尻泊は大阪湾と京を結ぶ港として繁栄し、神崎川中流の吹田、淀川との分岐点の江口も港として繁栄した。
平安時代後期には、神崎川沿いには貴族や寺社の荘園が開発された。河口部の神崎の港は海上・河川の物資積み替えや、京から西日本各地の荘園や住吉神社詣でに向かう貴族や庶民で賑わった。また、神崎と江口はともに遊女の集う「天下第一の歓楽の地」としてライバルとなり全国に知られた。平安時代末期には、さらに下流に広がった新しい海岸に大物と尼崎の港が形成されている。鎌倉時代には、荒れ気味だった港を東大寺の再建造営を任されていた重源が再建し、奈良や京都にできる巨大な寺社の材木を集める港として、また瀬戸内海の物資を集める港として栄える。戦国時代に尼崎の港は大覚寺や本興寺を中心として、堺や平野などと同様な自治都市になった。
江戸時代には尼崎城が建設され尼崎は尼崎藩の城下町になった。神崎川の水運は、大坂や堺などの発達でかつての重要性は失ったが、神崎川・淀川を通って京と尼崎を結ぶ過書船などでにぎわった。吹田は渡し場となり、大坂から丹波へ向かう亀岡街道の渡河点となった。また、下流の三角州や湿地帯は新田として開発が進められた。
1878年（明治11年）に、淀川の分岐点から、安威川の合流点（吹田村御旅島）までを直線的に結ぶ付け替え工事が行われた。それまでは、摂津市一津屋の分岐点から北上し、摂津市内でほぼ直角に西に曲がり、安威川と合流していたため、洪水の原因となっていた。工事の開始は2月19日完成は7月17日で、長さ約2750メール、幅約73メートルの新たな川道を掘った。この明治の付け替え工事は、明治政府のお雇い外国人であったオランダ人ヨハニス・デ・レーケが指揮を執った。その後も、淀川の改修にあわせ神崎川も何度か改修され、淀川の分岐点から西にまっすぐ進み安威川に合流する現在の形になった。
明治以降は尼崎港の近代化と工業化が進み、紡績工場などが川沿いに立地した。特に尼崎では1928年に浅野財閥の浅野総一郎らが設立した尼崎築港株式会社による臨海部の築港開発により、発電所や鉄鋼産業などを中心とした重化学工業地帯が形成されて現在のような姿になった。ただし工業用水として地下水をくみ上げたことによる地盤沈下などが下流部全体で進み大雨や高潮に対し脆弱になった。また工場は煤煙を吹き出し、工業排水による汚染もすすみ、神崎川は悪臭を放ち始めた。
戦後防潮堤整備や川底の浚渫、下水道の整備などでこれらの問題解決が図られ、ようやく神崎川も多数の生き物の住める川になっている。しかし、かつての汚染物質はヘドロとなって川底に堆積し、ダイオキシン類の底質環境基準を超過しているが、その改善に向けて河川管理者の大阪府や国土交通省など多くの主体が取り組んでいる。生物としてはマガン、鯉、ブラックバス、ナマズなどが確認されている。
下流の工業地帯は一時に比べ衰退したが、先端的な工場の誘致や稼動などの事例も出ている（パナソニック プラズマディスプレイ尼崎工場＝閉鎖＝など）。

## 流域

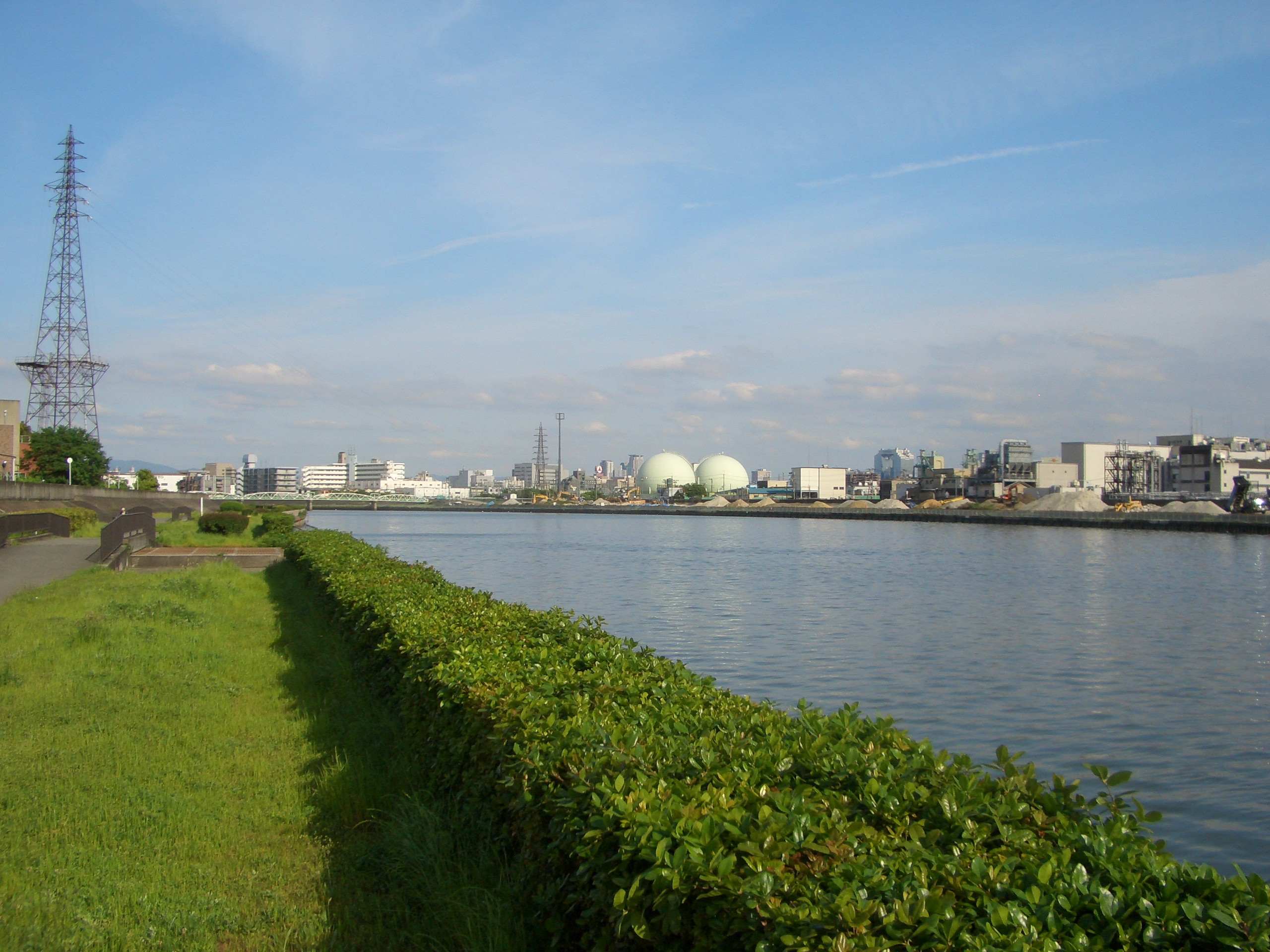
神崎川

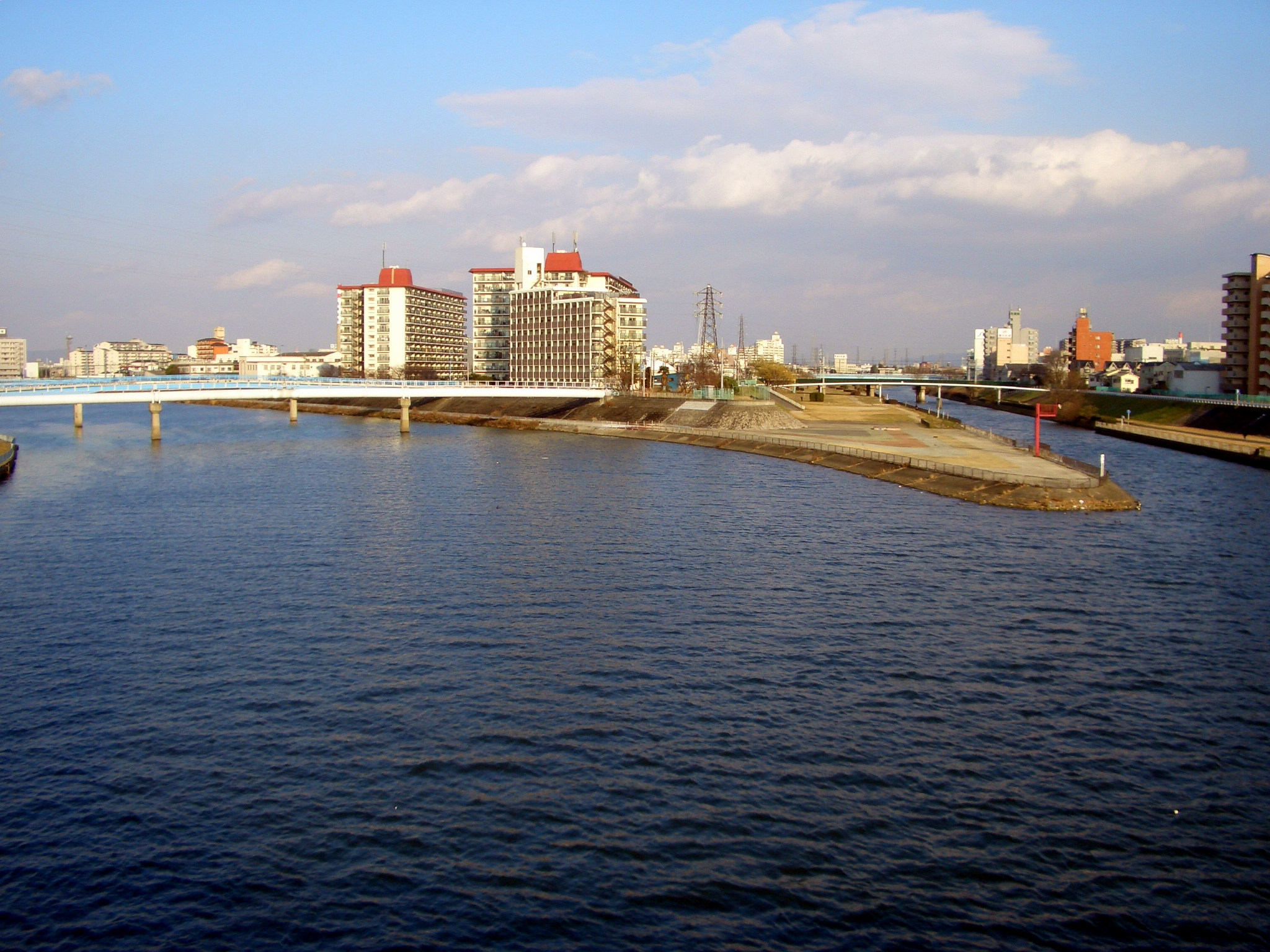
神崎川と安威川の合流点。左が安威川、右が神崎川で、手前に流れていく

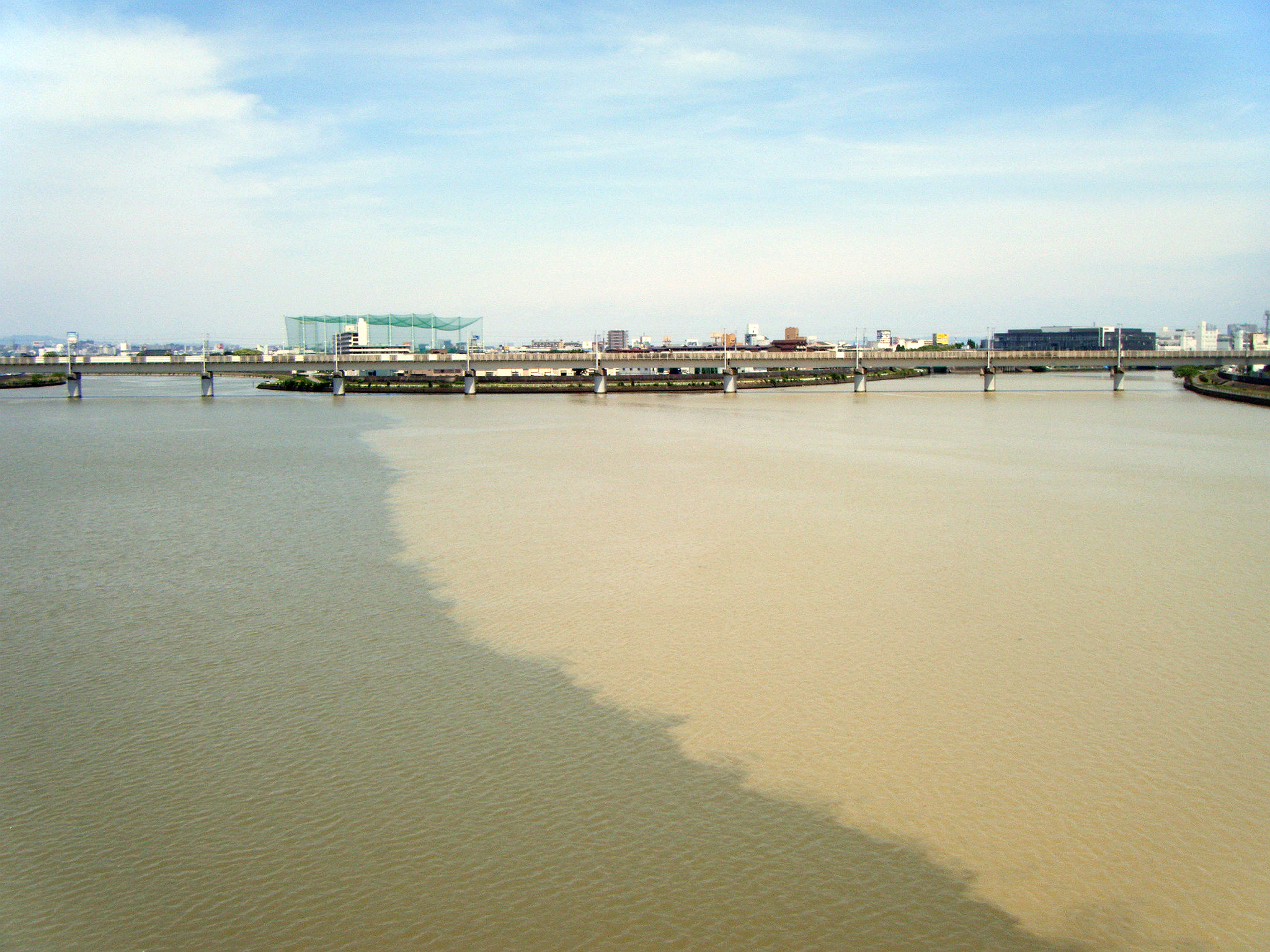
猪名川（左）との合流点　前夜の大雨によるものと思われる濁りが見られる。

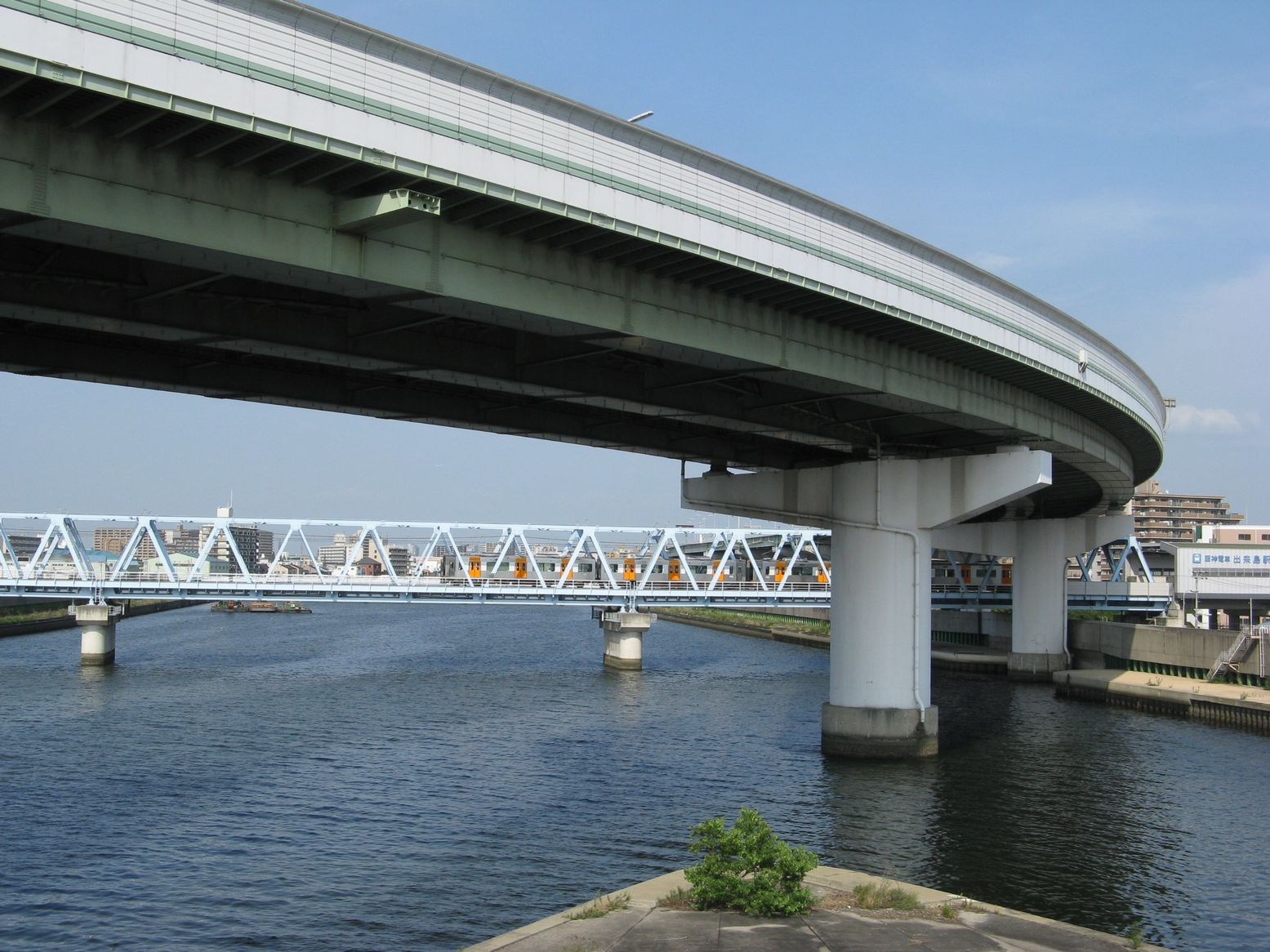
西淀川区中島では中島川を西（画像では左側）に分ける

- 摂津市
- 吹田市
- 豊中市
- 大阪市東淀川区
- 大阪市淀川区
- 大阪市西淀川区
- 尼崎市

## 支流
- 安威川 - 安威川ダム
  - 山田川
  - 正雀川
  - 大正川
  - 茨木川
  - 下音羽川
- 猪名川 - 一庫ダム
  - 余野川 - 余野川ダム
  - 箕面川 - 箕面川ダム
  - 千里川
- 糸田川
- 高川
- 天竺川
- 左門殿川
- 中島川
- 西島川

## 流域に有る下水処理場
- 南吹田下水処理場（吹田市）
- 川面下水処理場（吹田市）
- 十八条下水処理場（大阪市淀川区・高度処理施設有り）
- 庄内下水処理場（豊中市）

このほか支流にも、正雀川には正雀下水処理場（吹田市）が有り、猪名川の原田水みらいセンター、安威川の高槻水みらいセンター・中央水みらいセンターの3ヶ所では高度処理されて放流されている。また下流の西島川沿いに大野下水処理場(大阪市西淀川区)が有り高度処理して放流される。